# Gerald Joseph Gastony
Gerald Joseph Gastony (10 de diciembre de 1940) es un botánico, y pteridólogo estadounidense, especialista del género Nephelea. Desarrolla actividades académicas en el Departamento de Ciencias de las Plantas, y Herbario del Departamento de Biología, de la Universidad de Míchigan.

## Obras
- gerald j. Gastony, david s. Barrington, david s. Conant. 2002. Obituray: Rolla Milton Tryon, Jr. (1916-2001). 9 pp.
- ----------------------------, g. Yatskievych. 1989. Chloroplast DNA evolution and phylogeny of some polystichoid ferns. Biochemical Systematics and Ecology 17: 93-101
- ----------------------------. 1983. Spore Morphology in the Dicksoniaceae: The genera Cystodium, Thyrsopteris, and Culcita. Editor Bot. Soc. of America, 819 pp.
- ----------------------------. 1979. Spore Morphology in the Cyatheaceae: The genus Trichipteris. Editor Bot. Soc. of America, 23 pp.
- ----------------------------, j.g. Baroutsis. 1978. Chromosome numbers in the fern genus Anogramma. 2. Amer.Fern J. 65: 71-75
- ----------------------------. 1973. A revision of the fern genus Nephelea. Contr. Gray Herb. 203: 81-148
- ----------------------------. 1971. A Revision of the Fern Nephelea. Editor Harvard Univ. 68 pp.
- ----------------------------. 1969. Sporangial Fragments Referred to Dictophyllum in Triassic Chert from Sarawak. Edición reimpresa. 6 pp.

## Eponimia
- (Adiantaceae) Pellaea gastonyi Windham[3]
- (Cyatheaceae) Alsophila gastonyi Lehnert[4]
- (Dryopteridaceae) Phanerophlebia gastonyi Yatsk.[5]